# Френсіс Шігі-Скеффінгтон
Френсіс Шиі-Скіффінгтон (англ. Francis Sheehy-Skeffington; 23 грудня 1878 — 26 квітня 1916) — ірландський політик громадський діяч і пацифіст. Під час Великоденного повстання 1916 року симпатизував цілям повстанців (хоча й не підтримував їхні методи, закликаючи радше до акцій громадської непокори). Був заарештований і розстріляний британськими військами. Його вбивство викликала загальне обурення і налаштувала значну кількість ірландців проти британського панування.